# Aulacus cephalus
Aulacus cephalus är en stekelart som beskrevs av Smith 2005. Aulacus cephalus ingår i släktet Aulacus och familjen vedlarvsteklar. Inga underarter finns listade.